# 哈里布尔乌帕齐拉
哈里布尔是孟加拉国的一个乌帕齐拉，位于朗布尔专区的塔古尔冈县。

## 地理
哈里布尔乌帕齐拉的坐标为25°48′30″N 88°08′30″E / 25.8083°N 88.1417°E，总面积为201.06平方公里。

## 人口
据1991年孟加拉国人口普查，哈里布尔乌帕齐拉共有19559户人家，总计101658人口，其中男性占比50.93%，女性占比49.07%，成年人口为49922。该地七岁以上人口之平均识字率为19.5%，低于全国平均水平（32.4%）。